# Notechis scutatus
Il serpente tigre (Notechis scutatus (Peters, 1861)) è un serpente velenoso della famiglia Elapidae, endemico dell'Australia. È l'unica specie del genere Notechis.

## Descrizione
L'aspetto di Notechis scutatus è estremamente variabile, solitamente misura all'incirca 100 cm, ma la femmina può raggiungere un massimo di 120 cm e il maschio di 150 cm.
Le bande trasversali possono essere di colore giallo, marrone, olivastro, grigio o nero. La parte ventrale è color crema, arancio, giallo, verde o grigio.

## Distribuzione e habitat
Notechis scutatus è diffuso nella parte meridionale dell'Australia (Nuovo Galles del Sud, Queensland, Australia Meridionale, Australia Occidentale e Tasmania).
Ha molti habitat possibili tipicamente zone umide come paludi, fiumi, laghi, ma è anche presente in praterie, giardini e in città.

## Biologia

### Comportamento
Il serpente tigre australiano non è molto aggressivo e vive vicino alla civiltà umana, infatti, non tende ad attaccare l'essere umano se non è realmente minacciato. Quando si sente in pericolo solleva la testa in una tipica posizione preliminare d'attacco e sibila. È noto per le sue finte di attacco e colpisce con precisione infallibile. Il serpente tigre usa il veleno per uccidere la preda, ma è anche possibile che usi la costrizione.

### Alimentazione
Si nutrono specialmente di rane e rospi, tuttavia a dipendenza delle circostanze, si cibano anche di uccelli, roditori, lucertole e pesci. Le loro attività si svolgono principalmente di notte, ma le abitudini possono cambiare a dipendenza dell'habitat e delle temperature.

### Riproduzione
La riproduzione del serpente tigre è ovovivipara. L'accoppiamento avviene in primavera e il periodo di gestazione è di circa quattro mesi e mezzo. In media sono partoriti tra i 20 e i 40 piccoli, ma un eccezionale record è stato di 64 individui da un esemplare.

## Veleno

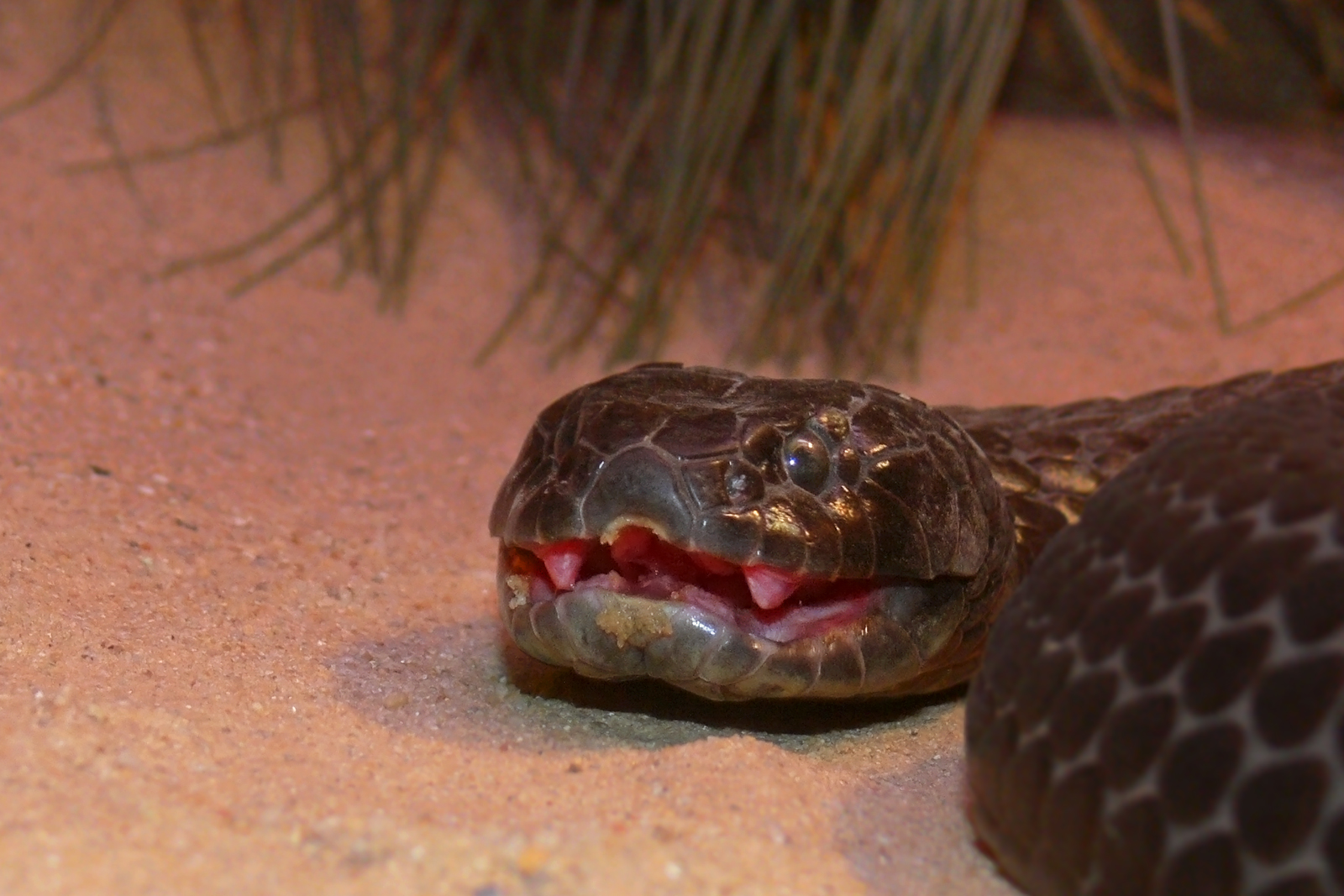
Serpente tigre di Chappell Island mostra le sue zanne

Notechis scutatus è uno dei serpenti più velenosi al mondo. Il suo veleno è neurotossico, coagulante e citotossico. I sintomi locali possono essere di dolore e gonfiore, progressivamente però vari muscoli subiscono una paralisi conducendo ad una possibile trombosi. Anche i muscoli respiratori possono paralizzarsi e poi condurre all'asfissia. Il rischio di mortalità in caso di mancanza di cure è tra il 40 e il 50%.
La cura più efficace è quella di somministrare il siero contro il veleno del serpente tigre. È possibile usare il siero polivalente che è generale per gli elapidi, ma spesso è necessario un dosaggio maggiore e può causare reazioni anafilattiche. Dunque se è possibile trovare tracce di veleno sulla ferita, si può identificare la specie responsabile e usare l'antidoto monovalente con un risultato più efficiente.

## Tassonomia

### Sinonimi
Sono stati riportati i seguenti sinonimi.
- Naja scutata (Peters, 1861)
- Hoplocephalus ater (Krefft, 1866)
- Notechis ater (Krefft, 1866)
- Notechis ater subspecies ater (Krefft, 1866)
- Notechis scutatus subspecies ater (Krefft, 1866)

### Sottospecie
Sono conosciute due sottospecie:
- Notechis scutatus scutatus (Peters, 1861)
- Notechis scutatus occidentalis (Glauert, 1948)

## Conservazione
La IUCN Red List classifica Notechis scutatus come specie a basso rischio (Least Concern).
In molti stati australiani è una specie protetta, ed uccidere o ferirne uno può implicare una multa di 7,500$ e addirittura per alcuni stati una pena di 18 mesi in prigione.
Inoltre è illegale esportare un serpente nativo australiano.